# Hearts and Minds
Hearts and Minds és una pel·lícula documental estatunidenca del 1974 sobre la Guerra del Vietnam dirigida per Peter Davis. El títol de la pel·lícula es basa en una cita del president Lyndon B. Johnson: "la victòria definitiva dependrà dels cors i les ments de les persones que realment viuen allà fora". La pel·lícula va ser escollit com a guanyador de l'Oscar al millor documental als Premis Oscar de 1974.
La pel·lícula es va estrenar al 27è Festival Internacional de Cinema de Canes de 1974. La distribució comercial es va retardar als Estats Units a causa de problemes legals, inclosa una ordre d'allunyament temporal obtinguda per un dels entrevistats, l'antic National Security Advisor Walt Rostow, que havia afirmat a través del seu advocat que la pel·lícula era "una mica enganyosa" i "no representativa" i que no se li havia donat l'oportunitat d'aprovar els resultats de la seva entrevista. Columbia Pictures es va negar a distribuir la imatge, la qual cosa va obligar els productors a comprar de nou el drets i estrenar-lo per altres mitjans. La pel·lícula es va projectar a Los Angeles durant la setmana que necessitava per ser elegible per als Oscars de 1974.
El 2018, la Biblioteca del Congrés dels Estats Units va seleccionar la pel·lícula per a la seva conservació al National Film Registry com a "important culturalment, històricament o estèticament".

## Individus filmats

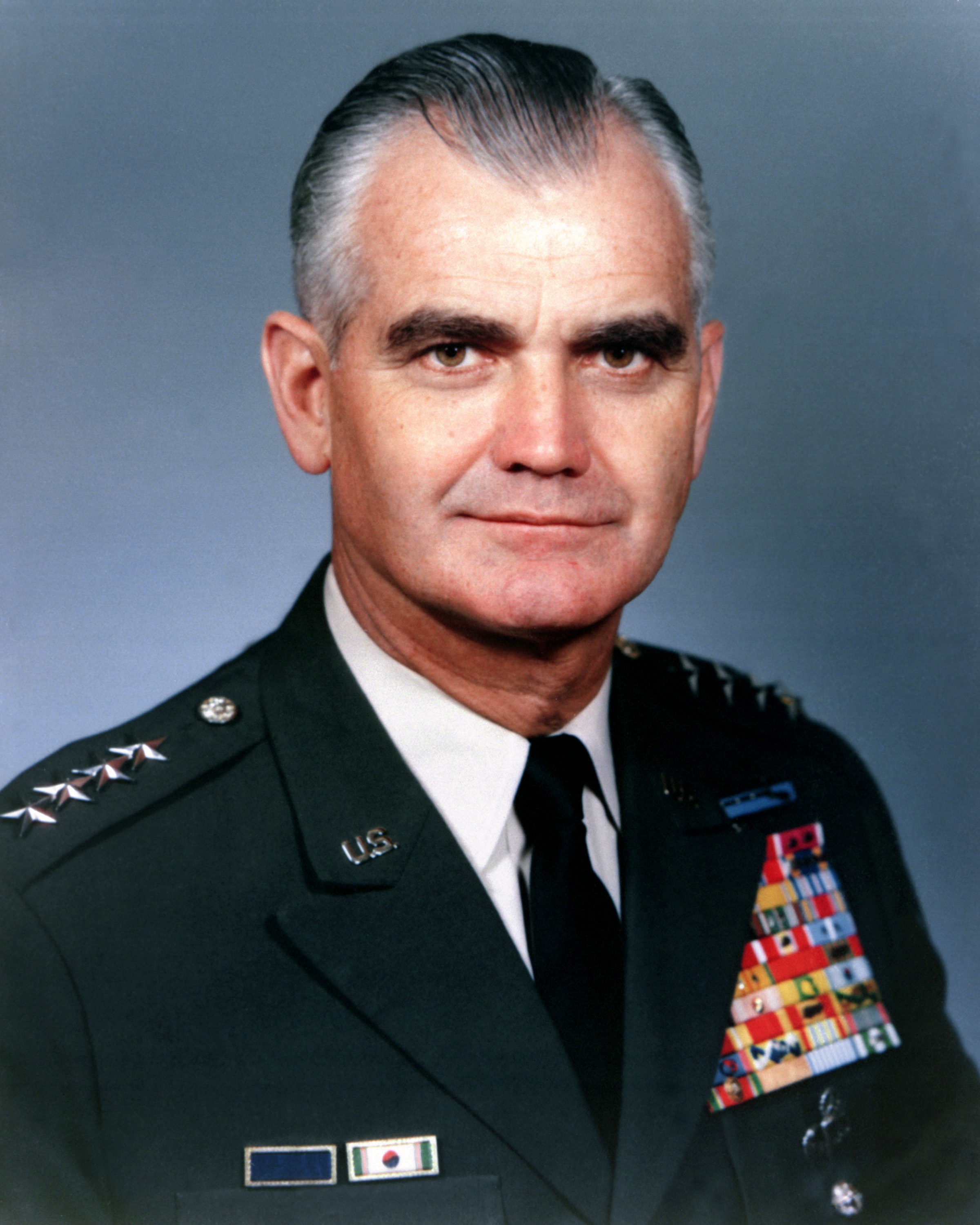
General William Westmoreland, Cap de l'Estat Major de l'Exèrcit dels Estats Units

Una escena descrita com una de les "seqüències més impactants i controvertides" de la pel·lícula mostra el funeral d'un soldat de l'Exèrcit de la República del Vietnam i la seva família afligida, mentre una dona plorant és impedida d'enfilar-se a la tomba. després del taüt. L'escena del funeral es juxtaposa a una entrevista amb el general William Westmoreland, comandant de les operacions militars nord-americanes a la guerra del Vietnam en el seu moment àlgid des de 1964 a 1968 i Cap de l'Estat Major de l'Exèrcit dels Estats Units de 1968 a 1972, dient a un Davis atordit que "L'oriental no posa el mateix preu a la vida que un occidental. La vida és abundant. La vida és barata a Orient". Després d'una primera presa, Westmoreland va indicar que s'havia expressat de manera incorrecta. Després que una segona presa es va quedar fora de la pel·lícula, la secció es va tornar a gravar per tercera vegada i va ser la tercera presa que es va incloure a la pel·lícula. Davis va reflexionar més tard sobre aquesta entrevista afirmant: "Tan horroritzat com estava jo quan el general Westmoreland va dir:" L'Oriental no posa el mateix valor a la vida', en comptes de discutir amb ell, només volia dibuixar-lo... Volia que els temes fossin el focus, no jo com a cineasta."
La pel·lícula també inclou clips de George Thomas Coker, un aviador de l'Armada dels Estats Units mantingut pel nord-vietnamita com a presoner de guerra durant 6 anys i mig, inclosos més de dos anys passats en aïllament. Una de les primeres escenes de la pel·lícula detalla una desfilada de tornada a casa en honor de Coker a la seva ciutat natal de Linden (Nova Jersey), on explica a la multitud reunida a les escales de l'ajuntament que, si sorgeix la necessitat, han d'estar preparats per enviar-lo de nou a la guerra. Responent la pregunta d'un estudiant sobre Vietnam en una assemblea escolar, Coker respon que "Si no fos [sic] per a la gent, era molt bonic. La gent d'allà és molt endarrerida i primitiva i ho fan malbé tot." En un article de 2004 sobre la pel·lícula, Desson Thomson de The Washington Post comenta la inclusió de Coker a la pel·lícula, assenyalant que "Quan fa servir persones del bàndol pro-guerra, Davis tria amb cura." Stefan Kanfer de la revista Time va assenyalar la manca d'equilibri en la representació de Coker: "El retorn d'un ex-P.O.W. a Nova Jersey es mostra sobre un rerefons de patriotes de sang vermella, blanca i blava i escolars amb els ulls oberts. La càmera, que ampli registra les agonies dels presos polítics sud-vietnamites, sembla poc interessat en l'experiència d'humiliació i tortura del tinent estatunidenc."
La pel·lícula també inclou el veterà de la guerra del Vietnam i activista contra la guerra Bobby Muller, que més tard va fundar els Vietnam Veterans of America.
Daniel Ellsberg, que havia publicat els Pentagon Papers l'any 1971, parla de la seva actitud inicial cap a la guerra del Vietnam.
L'entrevista final presenta el veterà estatunidenc del Vietnam Randy Floyd, que afirma: "Tots hem intentat molt d'escapar del que hem après a Vietnam. Crec que els estatunidencs han treballat molt dur per no veure la criminalitat que van mostrar els seus funcionaris i els seus responsables polítics".
La pel·lícula inclou imatges de Phan Thị Kim Phúc en seccions d'una filmació de les conseqüències d'un atac amb napalm que mostra Phúc a una nena de nou anys corrent nua pel carrer després d'haver-se cremat greument a l'esquena.

### Llista d'entrevistats
La llista següent exclou les segones aparicions i les persones que no estan acreditades: aquesta última inclou diversos presidents (Richard Nixon, John F. Kennedy, Lyndon B. Johnson, etc.) i Bob Hope:
- Clark Clifford - ajudant de Truman 1946-50, secretari de Defensa 1968-69
- John Foster Dulles - Secretari d'Estat 1953-59
- Georges Bidault - Ministre d'Afers Exteriors francès 1954
- Lt. George Coker - Vietnam PoW 1966-73
- Walt Rostow - ajudant de Johnson i Kennedy
- Senador J. W. Fulbright - president del Comitè de Relacions Exteriors
- Antic Cpt. Randy Floyd
- Jerry Holter i Charles Hoey - pilots de la USAF
- J. Edgar Hoover
- Senador Joseph R. McCarthy
- Antic Cpl. Stand Holder
- L'antic tinent Bobby Muller (ara amb cadira de rodes)
- Kay Dvorshock: la núvia de Bobby Muller
- Daniel Ellsberg - antic ajudant del Departament de Defensa (Rand Corporation)
- General William Westmoreland - Comandant general del Vietnam 1964-68
- Nguyen Van Toi - home vietnamita
- Vo Thi Hue i Vo Thi Tu - germanes vietnamites
- Pare Chan Tin de Saigon
- Diem Chau - editor de la revista Trinh Bay
- David Emerson de Concord, Massachusetts - pare del pilot mort
- Mui Duc Giang - fabricant de taüts vietnamita
- Antic especialista 5 Edward Sowders - desertor de l'exèrcit
- Sra Lora Sowders - mare d'Edward Sowders
- Barton Osbern - antic oficial d'intel·ligència de l'exèrcit, CIA
- Sgt. George Trendell de Fort Dix Nova Jersey
- Thich Lieu Minh de la pagoda An Quang, Saigon
- L'antic sergent William Marshall de Detroit
- Coronel George Patton IV
- Duong Van Khai - refugiat
- Nguyen Ngoc-Linh - president del conglomerat Mekong, antic ministre del gabinet al Vietnam del Sud
- Mike Sulsana - amputat
- (veu de) E. F. Stone - periodista
- Senador Eugene McCarthy
- Senador Robert F. Kennedy
- Ngo Dinh Diem - President del Vietnam del Sud 1955-63
- General Nguyen Khanh - President del Vietnam del Sud 1964-65
- General Maxwell Taylor - ambaixador a Vietnam del Sud 1964-65
- Nguyen Thi Sau - antic pres polític (F)
- Ngo Ba Thanh - pres polític
- Mary Cochran Emerson - mare del pilot mort
- Vu Duc Vinh - Víctima del bombardeig nord-vietnamita

## Recepció crítica
Hearts and Minds ha atret opinions molt polaritzades dels crítics de cinema des del seu llançament. Els crítics solen considerar-lo com una obra mestra del cinema polític/documental o un nyap propagandístic sobre la guerra del Vietnam, i alguns ho veuen com totes dues. Una barreja de ressenyes de crítics de cinema, sobretot contemporànies, al lloc web de recompte de ressenyes Rotten Tomatoes informa que el 90% dels 40 Les crítiques de crítics de cinema que van comptar van ser positives amb una puntuació mitjana dels crítics de 8,31 sobre 10.
Les pel·lícules de la guerra del Vietnam des dels anys 60 fins als 70 van reflectir profundes divisions a casa sobre la guerra. Alguns van reflectir els sentiments a favor de la guerra i van vilipendiar els manifestants contra la guerra, mentre que altres es van situar a l'extrem oposat i van criticar els funcionaris del govern i els polítics. Hearts and Minds va ser una de les primeres d'aquestes últimes a ser produïdes i llançades abans del final de la guerra el 1975.
Vincent Canby de The New York Times va anomenar la pel·lícula un "documental èpic... [que] recorda la implicació agònica d'aquesta nació al Vietnam, cosa de la que potser creieu que ho sabeu tot, inclòs el final. Canby va incloure la pel·lícula entre les deu millors del 1975, anomenant-la una "meditació fina, complexa i certament esbiaixada sobre el poder nord-americà" i una pel·lícula "que revelarà com un dels registres més amplis de la civilització nord-americana que s'hagi fet mai en una pel·lícula." Desson Thomson de The Washington Post el va descriure com "un dels millors documentals que s'han fet mai, una pel·lícula magnífica sobre els pensaments i els sentiments de l'època, tot l'anim engrescador i enèrgic d'aquesta." Rex Reed la va anomenar la "millor pel·lícula del Festival de Canes" d'aquell any i va afirmar que "[aqu]esta és l'única pel·lícula que he vist mai que escombra la gasa que envolta Vietnam i diu la veritat." World Movies, el canal de televisió per subscripció d'Austràlia, va incloure Hearts and Minds a la seva sèrie de 2007 de 25 documentals que has de veure abans de morir.
Altres crítics han criticat la pel·lícula per la seva presentació esbiaixada. Roger Ebert per al Chicago Sun Times va escriure a la seva ressenya de tres estrelles: "Aquí hi ha un documental sobre Vietnam que realment no ens empata... Si sabem alguna cosa sobre com s'aconsegueix el metratge i com l'edició pot fer punts, de vegades sembla propaganda... I tanmateix, escena rere escena, la matèria primera en si és tan devastadora que deixa de banda els trucs."
Walter Goodman de The New York Times en un article titulat False Art of the Propaganda Film, va assenyalar la tècnica de Davis de mostrar només una cara de l'entrevista, assenyalant que la resposta de Walt Rostow pot haver estat en resposta a "alguna provocació, un gest, una expressió facial, un gir de frase" del seu interrogador. A aquesta crítica, l'actriu Shirley MacLaine va respondre: "[Mr. Goodman] mostra l'engany i la distorsió que s'acostumen a associar amb el significat pejoratiu de la propaganda. Per exemple, el Sr. Goodman comença afirmant que a la majoria de països, la propaganda és un monopoli de l'estat, però que als Estats Units exemples notables de propaganda "venen dels adversaris de l'estat". Això és ridícul. A Amèrica, l'estat gasta milions de dòlars cada any en propaganda."
David Dugas de United Press International, en una ressenya de 1975 publicada a Pacific Stars and Stripes, va dir que l'enfocament de "Davis és clarament unilateral i no és probable que impressioni els falcons del Vietnam. Però la seva pel·lícula està ben muntada, és mordaç i informativa."
Colin Jacobson va escriure a la seva ressenya de la pel·lícula per a la DVD Movie Guide: "Probablement la crítica més gran que es pot fer a [Hearts and Minds] prové de la seva inclinació editorial. Sens dubte, pren el vessant contrari a la guerra, i es podria argumentar que també va per una inclinació pro-vietnamita... Al final, Hearts and Minds segueix sent una pel·lícula defectuosa que simplement sembla massa unilateral per al seu propi bé." Ien la seva ressenya, David Ng de Images: A Journal of Film and Popular Culture va escriure: "El documental és clarament contra la guerra a tant el to com el contingut." M. Joseph Sobran, Jr. de la revista conservadora National Review, va escriure: "... flagrant peça de propaganda... falsament unilateral..." i va continuar mostrant les tècniques cinematogràfiques utilitzades pels productors per aconseguir aquest efecte. Stefan Kanfer de la revista Time assenyala que "A tot arreu, Hearts and Minds mostra un cor més que suficient. És la ment la que falta. Potser el defecte més profund rau en el mètode: la guerra de Vietnam és massa complicada, massa tortuosa per ser examinada amb un estil de compilació sense comentaris."
Michael Moore ha citat Hearts and Minds com l'única pel·lícula que el va inspirar per convertir-se en cineasta, anomenant-la "no sols el millor documental que he vist mai... pot ser la millor pel·lícula de la història". Moltes de les tècniques cinematogràfiques utilitzades a Hearts and Minds són semblant al documental de Moore de 2004 Fahrenheit 9/11.

## Premis Oscar
Després que Columbia Pictures es negués a distribuir la pel·lícula, el productor Bert Schneider va anar a Henry Jaglom per tornar a comprar els drets i va estrenar la pel·lícula el març de 1975 a través de Warner Bros. El 18 de desembre de 1974, l'obertura a Los Angeles es va cancel·lar després que la productora no pogués pagar el milió de dòlars necessaris per comprar els drets a Columbia Pictures. Finalment, la pel·lícula es va mostrar a Los Angeles durant la setmana que necessitava per ser elegible per als Premis Oscar de 1974.
Durant el seu discurs d'acceptació de l’Oscar al millor documental, el 8 d'abril de 1975, el coproductor Bert Schneider va dir: "És irònic que estiguem aquí just abans que Vietnam estigui a punt de ser alliberat." i després llegia un telegrama que contenia "Salutacions d'amistat a tot el poble estatunidenc" de l'ambaixador Dinh Ba Thi de la delegació del Govern Revolucionari Provisional (Viet Cong) als Acords de Pau de París. El telegrama agraïa al moviment contra la guerra "per tot el que han fet en favor de la pau". Frank Sinatra va respondre més tard al vespre llegint una carta de Bob Hope, un altre presentador del programa, que va dir: "L'acadèmia diu: 'No som responsables de les referències polítiques fetes al programa, i lamentem que hagin hagut de tenir lloc aquest vespre'"

## Conservació
L'Academy Film Archive va conservar Hearts and Minds l'any 2000.